# 1864 na ciência

## Eventos
- Isolamento do elemento químico Nióbio[1]
- John Newlands propõe a Lei das Oitavas, uma precursora da periodicidade dos elementos químicos.[2]
- Lothar Meyer desenvolve uma versão inicial da tabela periódica, com 28 elementos organizados pela valência.[3]
- Cato Maximilian Guldberg e Peter Waage, a partir das idéias de Claude Berthollet, propõem a Lei de ação das massas.[4][5][6]

## Nascimentos
| Data          | Nome                  | Profissão            | Nacionalidade                         | Observações | Ref                              |
| ------------- | --------------------- | -------------------- | ------------------------------------- | --- | -------------------------------- |
| 27 de janeiro | John Walter Gregory   | geólogo e explorador | Reino Unido da Grã-Bretanha e Irlanda | m. 1932 Medalha Bigsby 1905                                                                                              | [ 7 ]                            |
| 23 de maio    | Arthur Smith Woodward | paleontólogo         | Reino Unido da Grã-Bretanha e Irlanda | m. 1944 Medalha Lyell 1896 Medalha Clarke 1914 Medalha Real 1917 Medalha Wollaston 1924 Medalha Mary Clark Thompson 1942 | [ 8 ] [ 9 ] [ 10 ] [ 11 ] [ 12 ] |

## Mortes
| Data          | Nome         | Profissão  | Nacionalidade                         | Observações               | Ref    |
| ------------- | ------------ | ---------- | ------------------------------------- | ------------------------- | ------ |
| 8 de dezembro | George Boole | matemático | Reino Unido da Grã-Bretanha e Irlanda | n. 1815 Medalha Real 1844 | [ 10 ] |

## Prémios
Medalha Copley
- Charles Darwin[13]